# Sharuhen

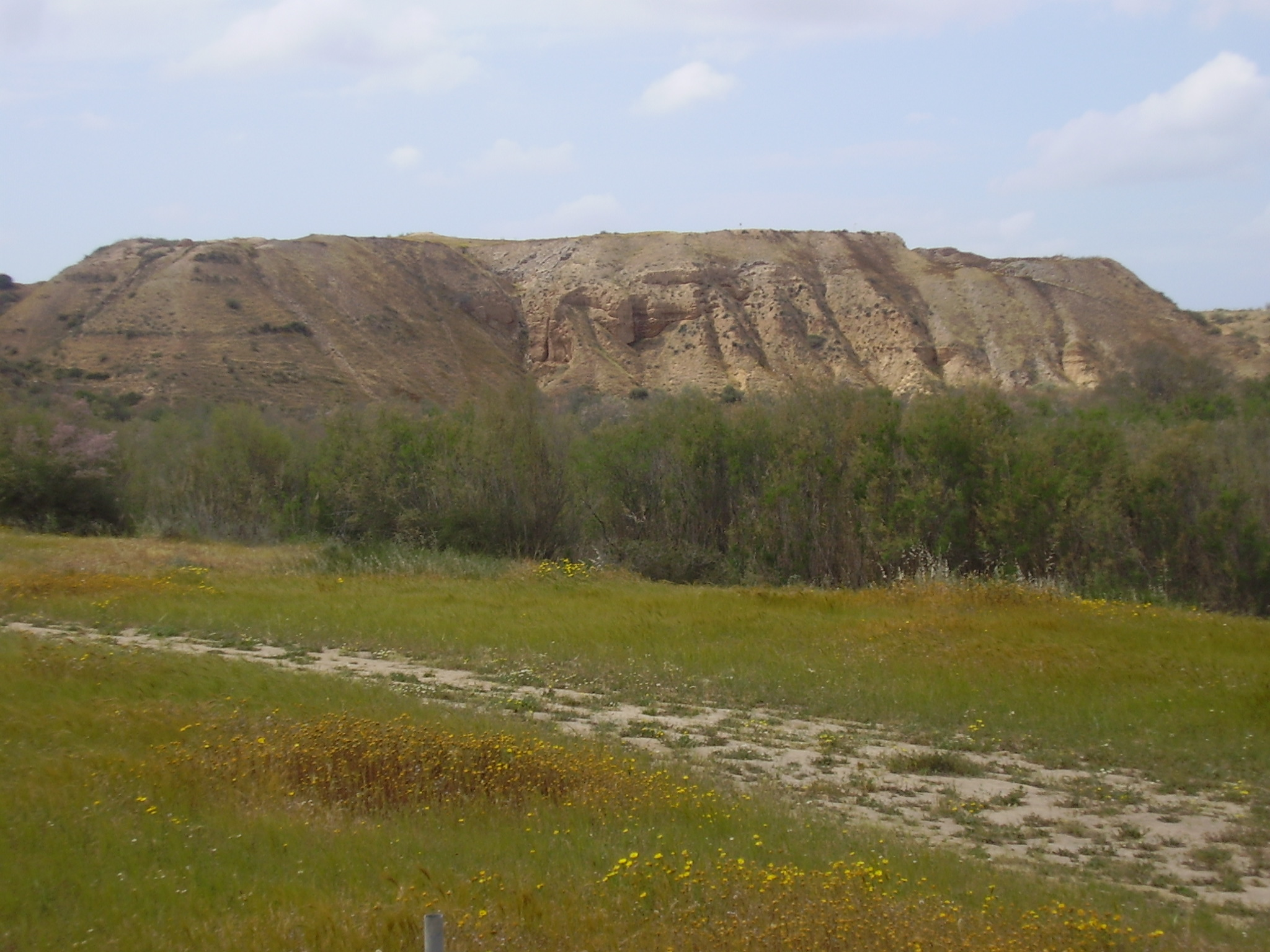
Tell el-Farah (sur).

Sharuhen o Saruhén fue una antigua ciudad estado en el desierto del Néguev. Tras su expulsión, los hicsos de Egipto en la segunda mitad del siglo XVI a. C., huyeron a Saruhén y la fortificaron. Los ejércitos del faraón Ahmose I, tras un asedio de tres años, tomaron y arrasaron la ciudad.

## Historia
La destrucción de Saruhen no fue más que la primera etapa de una nueva política de guerra preventiva llevada a cabo por los antiguos egipcios. Debido a que los egipcios de la dinastía XVII se sentían profundamente humillados por el gobierno de los hicsos de la Dinastía XV y Dinastía XVI  (c. 1650- c. 1540 a. C.), la dinastía tebana lanzó una ambiciosa guerra, dirigida por Seqenenra Taa, contra el rey extranjero, Apofis I, para recuperar el territorio perdido. Aunque su campaña para expulsar a los hicsos de Egipto no tuvo éxito, y él mismo murió en la batalla, su hijo, Kamose, lanzó un nuevo ataque contra Avaris, la capital de los hicsos situada en el Delta oriental.
Sería el hermano menor de Kamose, Ahmose I, quien finalmente logró recapturar y arrasar Avaris, y la expulsión definitiva de los gobernantes hicsos de Egipto.

"Luego Saruhen fue capturada después de tres años. Su majestad la despojó y yo tomé los despojos de ella: dos mujeres y una mano".
Ahmose, hijo de Abana, dinastía XVIII ((Urk IV 8-15).

El dominio extranjero de los hicsos fue visualizado como una profunda insulto al honor y la integridad de Egipto. Para que no volviera repetirse un hecho así, se decidió extender la hegemonía egipcia sobre los asiáticos hacia el norte y el este de Egipto. Ahmose I comenzó una agresiva política de guerra preventiva tomando Sharuhen, siendo continuada por su sucesor, Tutmosis I, quien extendió la influencia egipcia hasta el reino de Mitanni al norte y hacia Mesopotamia, al noreste, creando así lo que se convertiría en el más extenso imperio en el mundo antiguo.
Saruhén también es mencionado en la Biblia en Josué 19:6 en la descripción de la adjudicación de tierra a la tribu de Simeón.

## Identificación yacimientos arqueológicos
Se han identificado varios lugares como posibles emplazamientos de la antigua Sharuhen. 
- Tell el-Farah (sur) (31°16′55″N 34°28′57″E / 31.28194, 34.48250) que fue primeramente excavado por Flinders Petrie a finales de 1920s. Primero identificó el yacimiento como Beth-Pelet (Josué 15:27) y publicó el informe de sus excavaciones con los nombres de Beth-Pelet I - II. Sería William Foxwell Albright quien sentó las bases para la identificación de Tell Farah sur como Sharuhen.[2]
- Tell el-Ajjul (31°28′04″N 34°24′15″E / 31.467665, 34.404297) que fue excavada también por Petrie en la década de 1930 y pensó que Ajjul era la antigua Gaza, una teoría que desde entonces ha sido desmentida en parte. El arqueólogo Aharon Kempinski propuso identificar Ajjul con Saruhén en la década de 1970. Las excavaciones en Ajjul fueron reanudadas en 1999 por un equipo sueco-palestino bajo la dirección de Peter M. Fischer y Moain Sadeq.
- Tel Heror (31°22′56″N 34°36′23″E / 31.382117, 34.606522) fue propuesto finalmente por Anson Rainey.